# 栗田祐介
栗田 祐介（くりた ゆうすけ、1976年 - ）は、株式会社リイカ所属のゲームクリエイター。

## 経歴・人物
2005年まではマトリックス、その後はジー・モードに所属していた。
株式会社ジー・モードでは『マジカルファンタジスタ』シリーズや『魔王カムパニー』などのRPGや、『空気読み。』『俺の戦隊オレンジャー』などの個性的なゲームを企画した。
ゲームシステムをはじめ、シナリオのプロット、主要キャラクターの設定やデザインのラフも自ら行う。自分の中から出てきたものをストレートに出していく企画のスタイルが特徴とインタビュー記事において答えている。

## 関連作品
- 魔王カムパニー：RPG
- 史上最強 宮本ジュリア：アクションRPG
- 空気読み。：ジャンル不明
- マジカルファンタジスタシリーズ：RPG
- 俺の戦隊オレンジャー：シミュレーション
- ドキドキ恋文フーセン：アクション
- おやじ観察キット
- Q：パズルゲーム

など

## 関連人物
- 河上京子：元ジー・モード所属プロデューサー